# Alnpeck

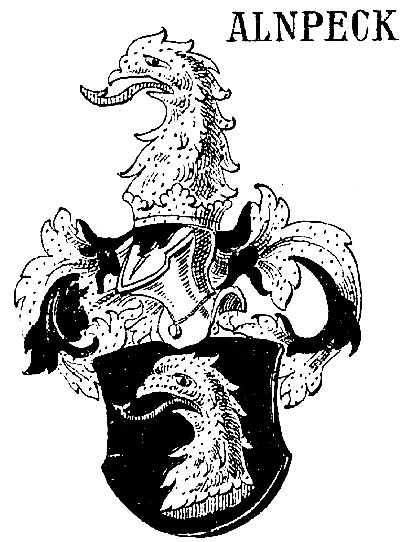
Stammwappen derer von Alnpeck

Alnpeck (Allnpeck) war der Name einer deutschen Ministerialen- und Patrizierfamilie. Die Alnpecks waren ab dem 15. Jahrhundert in Freiberg in Sachsen ansässig.

## Herkunft
Die Familie Alnpeck stammt aus Ungarn. Diese Linie beginnt mit einem Wentzel Alnpeck, welcher als Ritter 1396 bei der Schlacht bei Nicopolis umgekommen ist. Er hinterließ zwei Söhne, Hans und Valentin.
Hans Alnpeck (* 1379) hat in Ofen (heute Buda, Ungarn) gewohnt und ist dort auch 1431 verstorben. Auch er hatte zwei Söhne, von denen Ludwig (* 1411) in der Kindheit starb.
Der zweite Sohn Stephan (* 1428, Ofen), der Ältere genannt, zog von dort nach Landshut, wo er Handelsherr war, dann nach Passau, Regensburg und anschließend wegen des berühmten Silberbergwerks nach Freiberg, wo er sich niederließ. Er heiratete 1455 Magdalena, die Tochter des Fürstlichen Land- und Amtshauptmanns Nicolaus Monhaupt. 1457 war Stephan Alnpeck Bürger, 1458 Ratsherr und von 1473 bis 1488 mehrmals Bürgermeister der Stadt Freiberg. Er hatte 4 Kinder:  Apollonia (1456 – 1526), Stephan der Jüngere (1456 – 1521), Hans (1458 – 1519) und Georg (1462 – 1523). Stephan der Jüngere, war zweimal  verheiratet, einmal mit Margarethe Müntzer, mit der er vier Kinder hatte und nach ihrem Tod mit Apollonia Emrich, die ihm auch einen Sohn gebar. Stephan Alnpeck war 1492 Mitbegründer der Saigerhütte Grünthal bei Olbernhau und wurde 1504 Amtshauptmann in Freiberg. Hans Alnpeck heiratete um 1483 Margarete Funke, zeugte mit ihr 18 Kinder und war seit 1491 im Rat der Stadt Freiberg. Georg Alnpeck war dreimal verheiratet, zuerst mit Dorothea Blasebalg und dann mit Anna Mannewitz, mit denen er 10 Kinder zeugte. Seine letzte Frau war eine Maltitz, welche ihm noch einen Sohn gebar. Er war 1493 Ratsherr, 1499 – 1520 neunmal Bürgermeister, sowie 1509 Fürstlicher Rat und Zehntner in Freiberg.
Die Nachkommen der drei Söhne von Stephan Alnpeck dem Älteren, saßen entweder im Rat, waren Bürgermeister, Zehntner oder Besitzer eines Rittergutes.
Valentin Alnpeck der zweite Sohn des Wentzel Alnpeck ist zusammen mit seinem Neffen Stephan Alnpeck über Passau, Regensburg nach Freiberg gezogen. Er hatte 3 Söhne: Hans, Paul und Georg. Paul war Soldat am Hof des Herzogs in Bayern. Er und sein Bruder Georg sind ohne Erben gestorben. Hans Alnpeck hat eine Regina Fleischer geheiratet, die Tochter des Bürgermeisters und Syndicus der Stadt Freiberg Laurentius Fleischer. Sie hatten 5 Söhne und 2 Töchter. Vier der Söhne, Antonius, Hieronymus, Hans Alexander und Balthasar haben damals die Stadt verlassen. Hans ist in Norwegen geblieben und von den Anderen hat man damals nichts in Erfahrung bringen können.

## Besitz
- Dörnthal, ab 1449

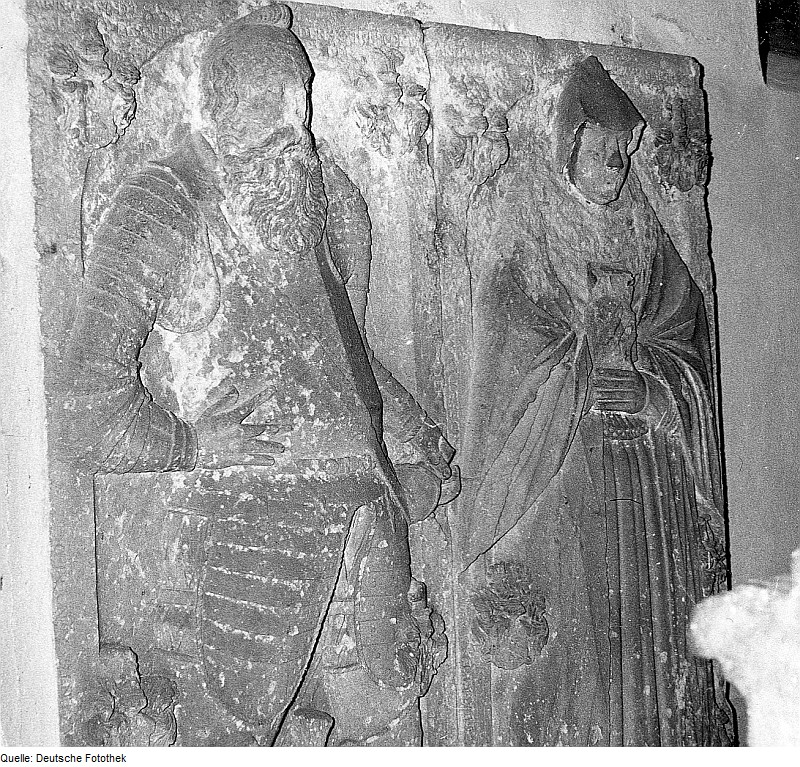
Grabmäler Alnpeck in der Kirche Tanneberg

- Lauenstein/Osterzgeb., 1490 bis 1505
- Kleinluga, ab 1501
- Rittergut Ober-Lockwitz
- Rittergut Nickern, ab 1511
- Mayoratsgut Großhartmannsdorf, 1524 bis 1676[4]
- Rittergut Oberschaar, im 16. Jahrhundert
- Rittergut Kleinopitz, im 16. Jahrhundert
- ein Rittergut in Bieberstein, Anfang des 17. Jahrhunderts[5]
- Rittergut Steinberg, um 1551[6]
- Rittergut Kleinmilkau (1679 bis 1710)[7]
- Rittergut Tanneberg
- Vorwerk Kleinschirma

## Personen

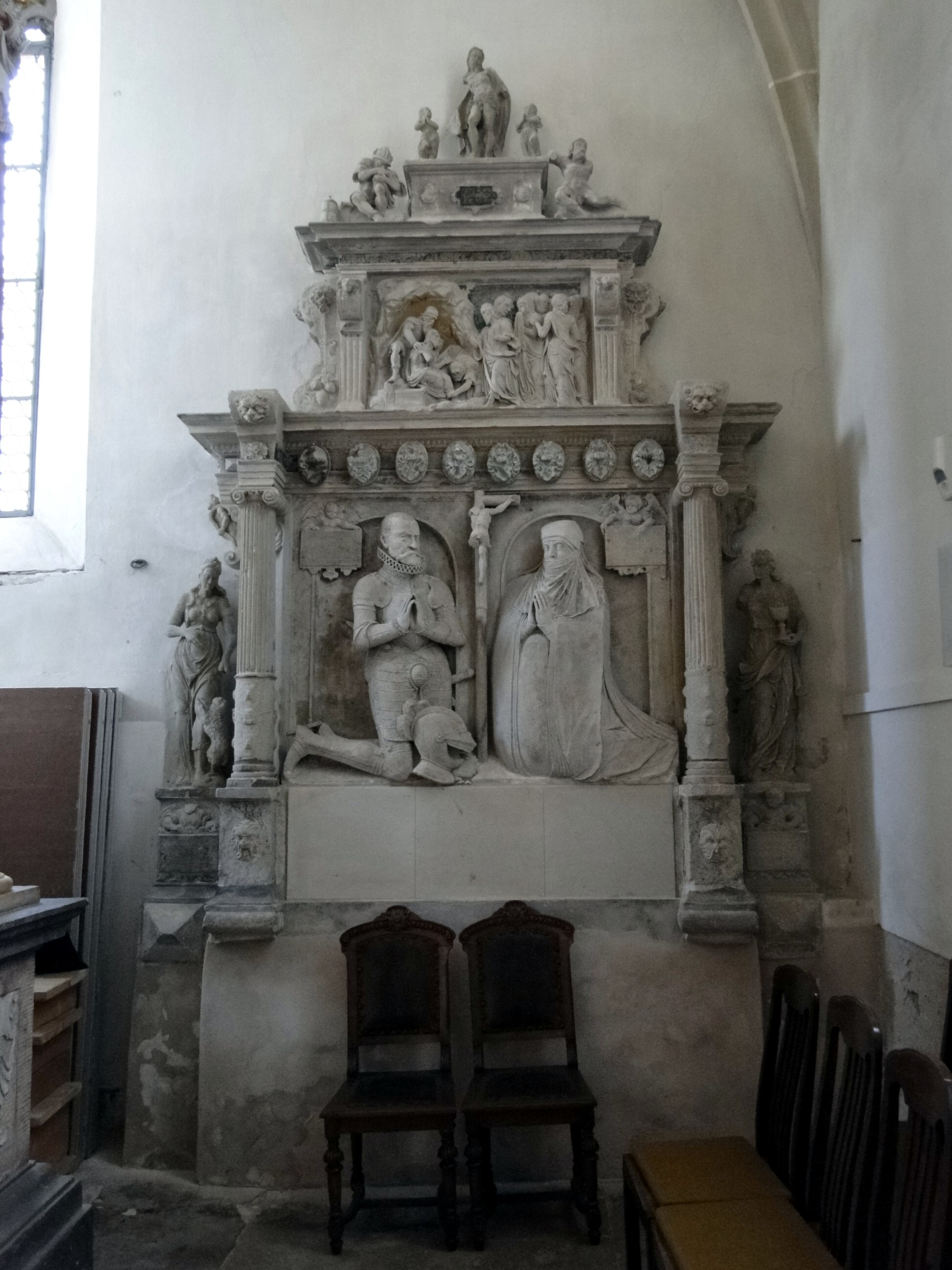
Epitaph von Hans Allnpeck dem Jüngeren aus dem Jahr 1580 in der Kirche Leubnitz-Neuostra

- Andreas Alnpeck, Münzmeister (1546–1556) und Bürgermeister der Stadt Freiberg
- Brigitte Alnpeck aus Tulckwitz, ab 1567 Schwiegertochter von Melchior Kling
- Peter Alnpeck, Bürgermeister der Stadt Freiberg, um 1529
- Stefan Alnpeck, († 1489 in Freiberg) Bergwerksbesitzer, Bürgermeister der Stadt Freiberg[8]
- Stephan Alnpeck (der Jüngere), Landeshauptmann zu Freiberg, Besitzer von Lauenstein und Oberlockwitz (1490/1501)
- Apollonia von Wiedebach (* 1470 in Freiberg; † 1526 in Leipzig), Stifterin, Tochter des Stefan Alnpeck
- Johann Adolph von Alnpeck (1667–1754), königlich-polnischer und kurfürstlich-sächsischer Generalleutnant

## Wappen
Blasonierung: Im schwarzen Feld ein goldener Adlerrumpf mit roter Zunge. Auf dem gekrönten Helm derselbe Adlerrumpf. Die Helmdecken sind schwarz-golden.
Das Wappen derer von Alnpeck befindet sich auf einer Glasscheibe, die ursprünglich in der Alten Leubener Kirche angebracht war und nach deren Teilabriss in der neuen Himmelfahrtskirche angebracht wurde.
Ebenso ist der Taufstein der Dorfkirche St. Katharina Oberschaar mit dem Wappen der Freiberger Patrizierfamilie Alnpeck verziert.
In einem Wappenlexikon von 1855 steht geschrieben, dass „Siebmacher“ zwei ähnliche Wappen auflistet, das eine unter dem Namen von „Aelmbeck“ aus dem Meissnischen und das andere unter dem Namen „Alnbach“ aus dem Bayerischen Geschlecht.